# The Outfield
The Outfield foi uma banda britânica de rock formada em Londres em 1984. Em 1985, lançaram seu primeiro álbum Play Deep, que atingiu o posto de disco triplo de platina nos Estados Unidos. Suas músicas de maior sucesso, inclusive tocadas até hoje em muitas rádios são "Your Love" e "All the Love in the World"; a primeira foi recentemente regravada pela cantora norte-americana Katy Perry. A banda continuou a gravar até o início da década de 90, tendo havido uma pausa em suas atividades nas proximidades da metade da década. Voltaram a fazer shows em 1998, e lançaram 2 álbuns ao vivo via Web site. O último álbum da banda, Replay, foi lançado em 2011. Eles tiveram uma experiência incomum para uma banda britânica em que eles desfrutaram de sucesso comercial nos EUA, mas nunca em sua terra natal. A banda começou a gravar em meados da década de 1980, lançou seu primeiro álbum,  Play Deep , em 1985, através de Columbia Records.

## História
The Outfield formou-se em Londres, tendo inicialmente usado o nome de The Baseball Boys, sendo o trio Tony Lewis (baixista e vocalista), o guitarrista/tecladista e compositor John Spinks, e o baterista Alan Jackman. Tocando nos arredores de Londres e gravando suas primeiras demos, chamaram a atenção da Columbia Records, com quem a banda assinou contrato, logo após, em 1984.
Começaram a trabalhar em seu álbum de estreia, Play Deep, que foi lançado em 1985 e foi sucesso absoluto, ganhando disco triplo de platina e alcançando o nono lugar nos principais álbuns dos Estados Unidos. Este disco contém o single Top 10 "Your Love". Para divulgar o álbum, a banda saiu em turnê mundial, abrindo shows para a banda Journey e Starship.
Em 1987 a banda lançou seu segundo álbum, Bangin'; que apesar de não ter tido o mesmo sucesso que seu álbum de estreia teve, produziu dois hits, "Since You've Been Gone" e "No Surrender".  Após isso, fizeram uma turnê abrindo para o Night Ranger.
Seu terceiro álbum, Voices of Babylon, lançado em 1989, teve uma mudança de estilo, e foi mais cuidadosamente produzido do que seus antecessores. Rendeu um single de mesmo nome, mas o sucesso comercial da banda estava aos poucos escorregando. Jackman deixou a banda após a gravação deste disco, mas Luke Landin foi chamado para tocar bateria na turnê de Voices Of Babylon.
Spinks e Lewis, agora oficialmente em dupla, começaram as gravações de Diamond Days pela  Music Corporation of America. Um novo baterista foi contratado, Simon Dawson e deu uma cara mais eletrônica para o som. Diamond Days rendeu um dos maiores hits da banda, "For You".
A banda teve um breve sucesso com algumas das músicas. A faixa "One Hot Country" foi parte da trilha sonora do filme If Looks Could Kill. A banda deu sequência aos álbuns com Rockeye. O single deste, "Winning It All", tornou-se frequente em eventos esportivos e fez parte da trilha sonora do filme The Mighty Ducks. Simon Dawson se envolveu diretamente com a sonoridade da banda e veio a tornar-se membro oficial.
The Outfield acabou tendo uma pausa nas atividades, na metade dos anos 1990, por causa da mudança das tendências musicais da época. Bandas como Nirvana e Pearl Jam dificultaram o sucesso de bandas com características mais melódicas. Voltaram, então, para seu local de origem e passaram a fazer pequenos concertos. Porém seu reconhecimento e sucesso também estavam em baixa, inclusive na Inglaterra. Não obstante, a banda voltou às gravações para lançar um material exclusivo para seu fã-clube, It ain't over e então, saíram em turnê.
Logo após, em 1999, lançaram Extra Innings, uma coletânea de várias músicas lançadas nos anos 1990 e mais quatro músicas novas escritas em 1998.
No início dos anos 2000 a banda editou duas coleções ao vivo, pelo seu website oficial: Live in Brazil e The Outfield Live. Em março de 2006, lançaram Any Time Now, seu mais recente álbum de estúdio.
O guitarrista John Spinks morreu no dia 9 de julho de 2014, em decorrência de um câncer no fígado. Já o baixista e vocalista Tony Lewis morreu aos 62 anos em 19 de outubro de 2020, de causa não revelada - contudo o músico lutava há anos contra um câncer no fígado.

## Discografia
- Play Deep (1985)
- Bangin' (1987)
- Voices of Babylon (1989)
- Diamond Days (1990)
- Rockeye (1992)
- Playing the Field (1995)
- Big Innings: The Best of The Outfield (1996)
- It Ain't Over (1998)
- Extra Innings (1999)
- Live in Brazil (2001)
- The Outfield Live (2005)
- Any Time Now (2006)
- Replay (2011)

## Singles
| Ano  | Música                      | EUA Top 100 | EUA - MRT | Reino Unido | Álbum             |
| ---- | --------------------------- | ----------- | --------- | ----------- | ----------------- |
| 1985 | "Say It Isn't So"           | -           | 18        | -           | Play Deep         |
| 1986 | "Your Love"                 | 6           | 7         | 83          | Play Deep         |
| 1986 | "All The Love In The World" | 19          | 14        | 96          | Play Deep         |
| 1986 | "Everytime You Cry"         | 66          | 20        | -           | Play Deep         |
| 1987 | "Since You've Been Gone"    | 31          | 11        | -           | Bangin'           |
| 1987 | "Bangin' On My Heart"       |             | 40        | -           | Bangin'           |
| 1989 | "Voices Of Babylon"         | 25          | 2         | 78          | Voices Of Babylon |
| 1989 | "My Paradise"               | 72          | 34        | -           | Voices Of Babylon |
| 1990 | "For You"                   | 21          | 13        | -           | Diamond Days      |
| 1992 | "Closer To Me"              | 43          | -         | -           | Rockeye           |